# Лермонтова, Юлия Всеволодовна
Юлия Всеволодовна Лермонтова (1846/1847—1919) — одна из первых русских женщин-химиков.

## Биография
Родилась 21 декабря 1846 (2 января 1847) года в Санкт-Петербурге. Её отец, Всеволод Николаевич Лермонтов — генерал, директор Московского кадетского корпуса, был троюродным братом М. Ю. Лермонтова; мать, Елизавета Андреевна, урождённая Коссиковская.
Начальное образование получила дома, куда приглашались для частных уроков лучшие преподаватели кадетского корпуса.
В 1869 году она подала прошение о приёме в Петровскую сельскохозяйственную академию, куда женщин в то время не принимали. Получив отказ, она вместе с Ковалевскими уехала учиться за границу, в Гейдельбергском университете.
Здесь, после длительных хлопот, ей было позволено на правах вольнослушательницы посещать лекции в университете и работать в химической лаборатории Роберта Бунзена. В Гейдельбергском университете Юлия Лермонтова по рекомендации Менделеева выполнила своё первое научное исследование — сложное разделение редких металлов, спутников платины.
В 1871 году она переехала в Берлин, где y Карла Вейерштрасса уже занималась Софья Ковалевская. Но здесь, несмотря на блестящие рекомендации гейдельбергских ученых, им не разрешили ни посещать лекции в Берлинском университете, ни работать в его лабораториях. Ю. Лермонтова стала частным образом работать в лаборатории Августа Гофмана, где слушала его лекции. К берлинскому периоду относится одна из лучших работ Лермонтовой — «О составе дифенина», которая была доложена Гофманом на заседании Немецкого химического общества, а затем опубликована (1872).
В 1874 году в Гёттингене ей была присуждена «докторская степень с высшей похвалой» за диссертацию «К вопросу о метиленовых соединениях». По возвращении её в Москву Дмитрий Иванович Менделеев устроил у себя дома торжественный ужин, где Ю. В. Лермонтова познакомилась с Бутлеровым, который пригласил её работать в своей лаборатории в Петербургском университете. В 1878 одновременно с А. П. Эльтековым в лаборатории  Бутлерова открыла реакцию алкилирования олефинов галоидпроизводными жирного ряда; эта реакция легла в основу синтеза ряда видов современного моторного топлива.
С 1875 года Лермонтова — член Русского Химического общества (РХО).
В 1878 году вместе с И. М. Сеченовым стала восприемницей при крещении дочери С. В. Ковалевской Софьи (5.10.1878—1952).
В 1880 году В. В. Марковников начал свои знаменитые исследования кавказской нефти. Ему удалось привлечь к этой работе и Лермонтову. Окончательно обосновавшись в Москве, Юлия Всеволодовна Лермонтова вступила в Русское техническое общество, в химико-технической группе которого активно работала до 1888 года.
Лермонтова первая смогла доказать преимущество перегонки нефти с применением пара. Однако основной темой её научной деятельности было глубокое разложение нефти. Лермонтова вместе с химиком-технологом А. А. Летним впервые в истории химической науки обратили внимание на то, что каменный уголь даёт светильный газ, худший по качеству, чем газ нефтяного происхождения; опытным путём было доказано, что нефть более пригодна для получения светильного газа, нежели уголь. К научным заслугам Лермонтовой относятся и её работы, сыгравшие важную роль в технике катализа. Своими исследованиями она первой из учёных-химиков определила наилучшие условия разложения нефти и нефтепродуктов для получения максимального выхода ароматических углеводородов. Исследования, проведённые Лермонтовой, способствовали возникновению первых нефтегазовых заводов в России.
С 1886 года, оставив химию, Лермонтова поселилась в фамильном имении Семенково и энергично занялась сельским хозяйством.